# 愛知県立旭野高等学校
愛知県立旭野高等学校（あいちけんりつ あさひのこうとうがっこう）は、愛知県尾張旭市東印場町三丁目にある公立高等学校。

## 概要
尾張旭市内で唯一の高等学校である。校章は、「旭」の字を丸で囲ったもので、旭の「ノ」の部分と周りの円で「の」の字を表している。スクールカラーは硫酸銅（II）の青。

### 教育方針
教育目標は、「知性ある社会人 品格ある教養人 気力ある生活人」。「文武両道」を掲げている。

### 進路状況
4年制大学への進学希望の生徒が大多数を占める。特に国公立大学への進学は東海3県の大学を中心に毎年160人以上を記録しており、東尾張地区の高校の中でも指折りの進路実績を持つ。

## 沿革
- 1971年 - 愛知県立学校条例の一部を改正する条例により、愛知県立旭野高等学校全日制課程普通科を尾張旭市に設置を決定。
- 1972年 - 管理棟竣工、開校、第1回入学式。
  - 校舎の建設が入学試験に間に合わず、第1期生は愛知県立明和高等学校にて入学試験を行った。
  - 第1回入学式は図書室にて行われた。
- 1973年 - 教室棟 東半分竣工。
- 1974年 - 教室棟 西半分増築、体育館・武道場・クラブハウス竣工、校歌制定。
- 1976年 - 創立5周年式典挙行。
- 1979年 - 教室新館棟竣工。
- 1981年 - 創立10周年式典挙行。
- 1986年 - 創立15周年式典挙行。
  - 職員玄関前に時計塔が建設された。
- 1988年 - 教室新館棟増築。
- 1989年 - 生徒会機関紙「楔」創刊。
- 1991年 - 創立20周年式典挙行。
- 1994年 - 第1回 旭耀祭（学校祭）実施。
  - 前年度に文化祭・体育祭の連日開催（試行）が行われた。
- 2001年 - 創立30周年式典挙行。
- 2003年 - 公共下水道接続工事完了。
- 2005年 - ラグビーポール設置。
  - 全国高等学校選抜ラグビーフットボール大会出場記念として設置された。
- 2007年 - 将来ビジョンを策定。
- 2008年 - 管理棟耐震改修完了。
- 2009年 - 空調設備設置。
- 2010年 - 教室棟耐震改修完了。
- 2011年 - 創立40周年式典挙行。
- 2013年 - 教室新館棟・武道場耐震改修完了。
- 2021年 - 創立50周年式典挙行。

## 学科
全日制普通科。 愛知県公立高等学校入学試験一般入試では、普通科尾張学区第2群Bグループに属する。明和高校、高蔵寺高校、長久手高校、瀬戸西高校、春日井高校と併願する受験者が多い。
複合選抜において、第一志望者数の比率が高い傾向にある（2013年（平成25年）度入試では81.4%）。

## 学校行事
- 春の遠足 - 4月。
- 球技大会 - 5月。
- 旭耀祭（学校祭） - 9月。合唱祭と文化祭、体育祭を行う。
- 2年生 修学旅行 - 10月～11月。長崎方面。ただし変更の可能性あり。
- 1年生 学年行事 - 3月。室長会主催の行事。
- 2年生 卒業生を囲む会 - 3月。

## 部活動
2022年（令和4年）現在、22の部活動と1つの同好会が存在する。
運動部では、ラグビー部が特に有名で、過去には第85回全国高等学校ラグビーフットボール大会、第90回全国高等学校ラグビーフットボール大会に出場した。他にも水泳部、陸上部などがほぼ毎年東海大会以上の大会に出場している（ただし水泳部は現在低迷中）。
文化部では、吹奏楽部がほぼ毎年県大会以上に出場しているほか、この地域では珍しく軽音楽部があり、バンド活動の傍ら尾張旭市内の児童館などでボランティア活動をしている。2021年12月の愛知県大会では準グランプリを獲得し2022年8月に東京で開催される「第46回全国高等学校総合文化祭（とうきょう総文2022）」に軽音楽部門の愛知県代表として出場。

### 運動部
- 水泳部
  - 現在水泳部は水球部としても活動中。ただし、部員が少ないため殆ど活動出来ていない。
- 陸上競技部
- 卓球部
- テニス部
- ラグビー部
- バスケットボール部
- サッカー部
- 剣道部
- ハンドボール部
- 野球部
- バドミントン部
- バレーボール部
- ソフトボール部
- ダンス部

### 文化部
- 囲碁・将棋部
- 音楽（吹奏楽）部
- 茶華道部
- 報道部
- 合唱部
- 軽音楽部
  - 2018年（平成30年）までEMCと呼称。
- 理科部
- 美術部

### 同好会
- 文芸同好会

## 授業

### 日課表
2012年（平成24年）度より週に31コマ授業を行うようになり、それに伴って月曜日に7限目が増設された。
また、新型コロナウイルス感染症の影響により、朝学習以外は下図より5分遅れの日程となっている。
|         | 通常日程         | 通常日程     | 短縮日程                          |
|         | 月曜日           | 火～金曜日   | 短縮日程                          |
| ------- | ---------------- | ------------ | --------------------------------- |
| 朝学習  | 8:20～8:35       | 8:20～8:35   | 8:20～8:35                        |
| 1時限目 | 8:45～9:35       | 8:45～9:35   | 8:45～9:30                        |
| 2時限目 | 9:45～10:35      | 9:45～10:35  | 9:40～10:25                       |
| 3時限目 | 10:45～11:35     | 10:45～11:35 | 10:35～11:20                      |
| 4時限目 | 11:45～12:35     | 11:45～12:35 | 11:30～12:15                      |
| 昼休み  | 12:35～13:15     | 12:35～13:15 | 12:15～12:55                      |
| 5時限目 | 13:20～14:10     | 13:20～14:10 | 13:00～13:50                      |
| 6時限目 | 14:20～15:10     | 14:20～15:10 | 13:55～14:40                      |
| 7時限目 | 15:20～16:10     | -            | （14:45～15:35）                  |
| 清掃    | 終礼時に簡易清掃 | 15:15～15:25 | 14:45～14:55 （終礼時に簡易清掃） |
| 終礼    | 16:15頃          | 15:30～15:35 | 15:00～15:05 （15:40頃）          |

学校祭準備期間（9月上旬）は短縮日程となる。
6限終了後に入試等の準備や集会が実施される場合、短縮日程となることもある。
朝礼が実施される場合、5分遅れの日程となる。朝礼終了時間等の関係で通常通りの日程になることもあり。

## その他

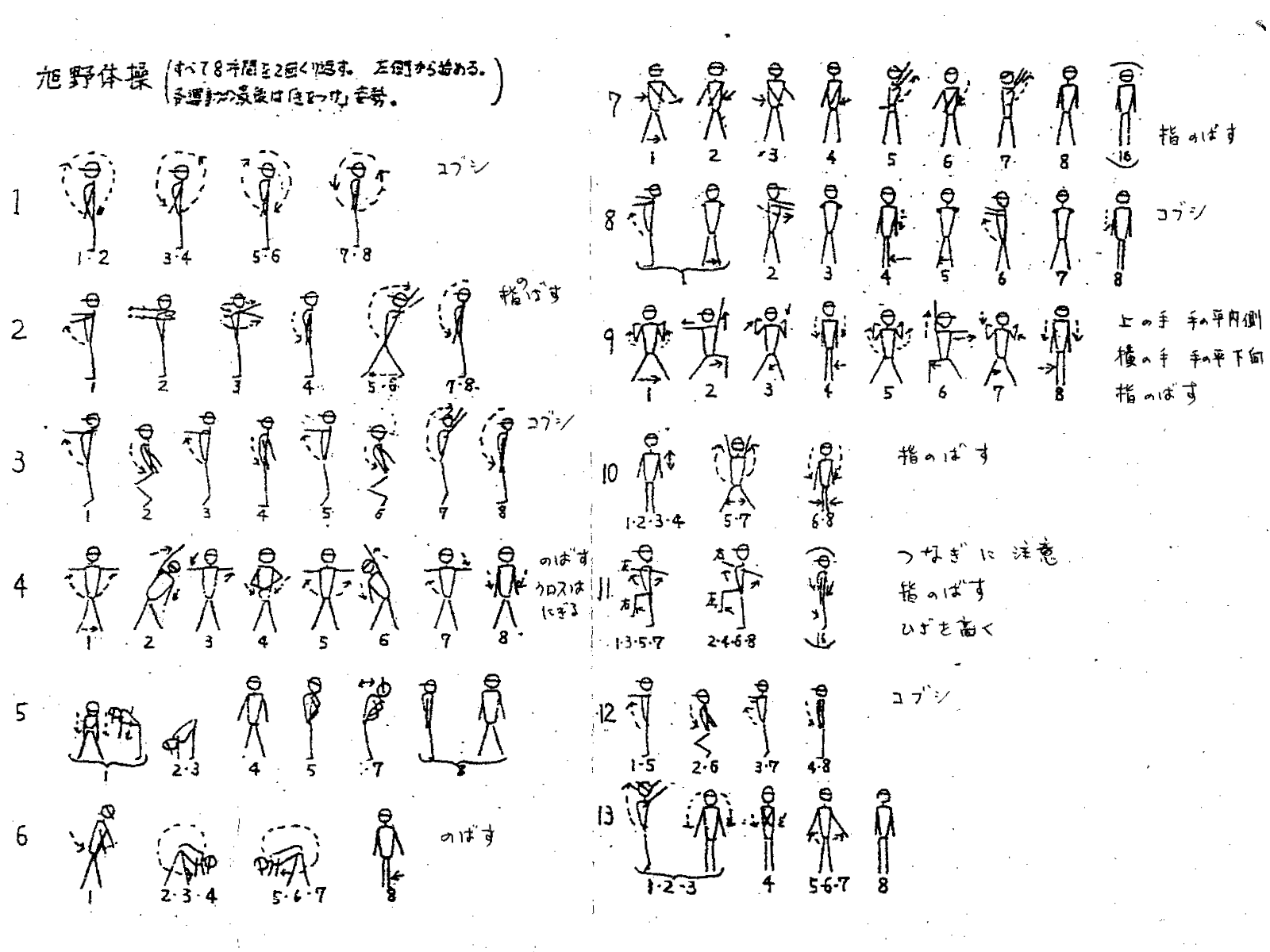
旭野体操・手順

生徒会活動では、6名の役員を中心に球技大会や旭耀祭（学校祭）などの運営や福祉実践活動、募金運動なども行っている。ほぼ全てのクラスが独自のTシャツやポロシャツを作り、球技大会、文化祭、合唱祭でそのTシャツなどを着て競技、発表をすることができる。体育祭では基本体操服。文化祭では私服も可能。また、生徒会機関紙の「楔」の製作も行っている。
「旭野体操」が存在し、体育行事や体育の授業時に行われる。

## 交通アクセス
- 名鉄瀬戸線 旭前駅
- 名古屋市営バス「印場東」バス停[5]
- 名古屋市営バス「印場」バス停
- あさぴー号（尾張旭市営バス）「旭野高校東」バス停

## 著名な関係者
- 清水秀司 - ラグビー選手。明治大学ラグビー部、神戸製鋼コベルコスティーラーズ所属。日本代表。
- 笹渕智 - ラグビー選手。豊田自動織機シャトルズ所属。
- 松井丈典 - ラグビー選手。クボタスピアーズ所属。
- 加藤未渚実 - フットサル選手。
- 荻窪圭 - フリーライター、古道研究家。
- 中島礼香 - 元グラビアアイドル（デビューに伴い転校）